# 알프레드 부헤러

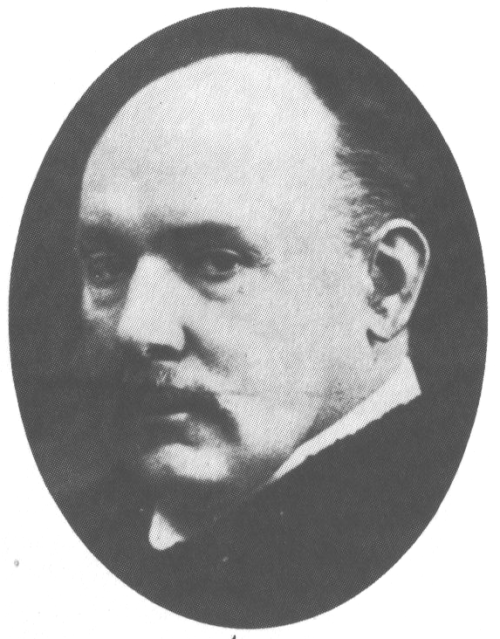
알프레드 부헤러

알프레드 하인리히 부헤러(독일어: Alfred Heinrich Bucherer, 1863년 7월 9일 쾰른 출생- 1927년 4월 16일 본에서 사망)는 독일의 물리학자로 상대론적 질량에 관한 실험으로 알려져 있다. 또한 아인슈타인의 특수 상대성 이론에 대하여 "상대성 이론"이라는 문구를 최초로 사용하였다.

## 교육
그는 1884년부터 1899년까지 하노버 대학교, 존스 홉킨스 대학교, 스트라스부르 대학교, 라이프치히 대학교, 본 대학교에서 공부했다. 본에서 1899년에 하빌리타치온을 받아 1923년까지 그곳에서 가르쳤다.
1903년 부헤러는 벡터 미적분학에 완전히 기초한 최초의 독일어 책을 출판했다.

## 상대성 이론
부헤러(1903b)도 앙리 푸앵카레(1895, 1900)처럼 상대성 원리, 즉 전자기 효과의 모든 기술에서는 에테르의 운동이 아니라 물체의 상대적인 움직임만 포함하고 있어야 한다는 원리의 유효성을 믿었다. 하지만 그는 푸앵카레보다 한 걸음 더 나아가 에테르가 물리적으로 존재하지 않는다고 가정했다. 이러한 아이디어를 바탕으로 그는 1906년에 공간의 기하학이 리만 기하학이라는 가정을 포함하는 이론을 개발했다. 그러나 그 이론은 불명확하게 공식화되었고 1908년 발터 리츠(Walther Ritz)는 부헤러의 이론이 전기역학과 관련하여 잘못된 결론으로 이어진다는 것을 보여주었다. 그리고 그는 알버트 아인슈타인과는 달리 에테르에 대한 그의 거부를 공간과 시간의 상대성과 연관시키지 못했다.
1904년에 그는 전자가 운동하는 직선의 방향에서는 수축하고 그 수직 방향에서는 팽창한다는 전자 이론을 개발했다. 부헤러와 독립적으로 폴 랑제방도 1905년에 매우 유사한 모델을 개발했다. 부헤러-랑제방 모델은 아래의 전자 모델에 대한 대안이었다.
- 전자가  길이 수축이 되지만 수직 방향으로 확장은 되지 않는, 헨드릭 로렌츠 (1899), 앙리 푸앵카레 (1905, 1906) 및 알베르트 아인슈타인 (1905)의 모델
- 및 전자가 강체인 막스 아브라함의 모델.

세 가지 모델 모두 속도가 빛의 속도에 가까워지면 전자 질량이 증가할 것으로 예측했다. 부헤러-랑제방 모델은 빠르게 폐기되었으므로 일부 실험가들은 실험을 통해 아브라함의 이론과 로렌츠-아인슈타인 이론을 구별하려고 시도했다. 이것은 발터 카우프만 (1901–1905)에 의해 이루어졌다. 그는 자신의 실험이 아브라함의 이론을 확인하고 로렌츠-아인슈타인 이론이 틀렸다고 믿었다. 그러나 1908년에 부헤러도 몇 가지 실험을 수행하여 로렌츠-아인슈타인 이론과 상대성 원리를 확인하는 결과를 얻었다. 부헤러와 논쟁을 벌인 아돌프 베스텔마이어와 같은 예외를 제외하고 부헤러의 실험은 결정적인 것으로 간주되었다. 그러나 1938년에 카우프만, 부헤러, 노이만 등의 모든 실험에서 질량의 질적 증가만 나타났을 뿐 서로 다른 모델을 구별하기에는 너무 부정확하다는 것이 밝혀졌다. 이는 비슷한 실험 장비의 성능이 로렌츠-아인슈타인 공식을 확인하기에 충분히 정확하게 되는 1940년까지 지속되었다. 카우프만-부헤러-노이만 실험 및 상대론적 에너지 및 운동량의 시험 참조.
부헤러 (1906)는 아인슈타인의 이론에 대한 비판적인 발언 중에 "아인슈타인의 상대성 이론"(Einsteinsche Relativitätstheorie)이라는 표현을 처음 사용한 사람이다. 이것은 로렌츠-아인슈타인 이론에 대한 막스 플랑크의 용어인 "상대적인 이론"(relative theory)에 기반을 두고 있다. 그리고 1908년에 부헤러는 자신의 상대성 원리를 거부하고 "로렌츠-아인슈타인 이론"을 받아들였다.
나중에(1923, 1924) 부헤러는 몇몇 논문에서 일반 상대성 이론을 비판했다. 그러나 이 비판은 부헤러가 아인슈타인의 등가 가설을 잘못 해석했기 때문에 받아들여지지 않았다.

## 같이 보기
- 특수 상대성 이론의 역사

## 출판
- Bucherer, A. H. (1896). “Die Wirkung des Magnetismus auf die electromotorische Kraft”. 《Annalen der Physik》 294 (7): 564–578. Bibcode:1896AnP...294..564B. doi:10.1002/andp.18962940710.

- Bucherer, A. H. (1896). “Nachtrag zu: Die Wirkung des Magnetismus auf die electromotorische Kraft”. 《Annalen der Physik》 295 (12): 735–741. Bibcode:1896AnP...295..735B. doi:10.1002/andp.18962951208.

- Bucherer, A. H. (1897). “Berichtigung zu "Magnetismus und electromotorische Kraft"” [Correction to 'Magnetism & Electromotive Force']. 《Annalen der Physik》 (독일어) 297 (8): 807. Bibcode:1897AnP...297..807B. doi:10.1002/andp.18972970814.

- Bucherer, A. H. (1898). “Ueber osmotischen Druck”. 《Annalen der Physik》 300 (3): 549–554. Bibcode:1898AnP...300..549B. doi:10.1002/andp.18983000307.

- Bucherer, A. H. (1900). “Zur Theorie der Thermoelektricität der Elektrolyte”. 《Annalen der Physik》 308 (10): 204–209. Bibcode:1900AnP...308..204B. doi:10.1002/andp.19003081004.

- Bucherer, A. H. (1902). “Ueber das Kraftfeld einer sich gleichförmig bewegenden Ladung”. 《Annalen der Physik》 313 (6): 326–335. Bibcode:1902AnP...313..326B. doi:10.1002/andp.19023130606.

- Bucherer, A. H. (1902). “Berichtigung”. 《Annalen der Physik》 314 (9): 496. Bibcode:1902AnP...314..496B. doi:10.1002/andp.19023141015.

- Bucherer, A. H. (1903). 《Elemente der Vektor-Analysis mit Beispielen aus der theoretischen Physik》. Leipzig: Teubner.

- Bucherer, A. H. (1903b). “Über den Einfluß der Erdbewegung auf die Intensität des Lichtes”. 《Annalen der Physik》 316 (6): 270–283. Bibcode:1903AnP...316..270B. doi:10.1002/andp.19033160604.

- Bucherer, A. H. (1904). 《Mathematische Einführung in die Elektronentheorie》. Leipzig: Teubner.

- Bucherer, A. H. (1905). “Das deformierte Elektron und die Theorie des Elektromagnetismus”. 《Physikalische Zeitschrift》 6: 833–834.

- Bucherer, A. H. (1906). “Ein Versuch, den Elektromagnetismus auf Grund der Relativbewegung darzustellen”. 《Physikalische Zeitschrift》 7: 553–557.

- Bucherer, A. H. (1907). “On a new Principle of Relativity in Electromagnetism”. 《Philosophical Magazine》 13 (76): 413–421. doi:10.1080/14786440709463617.

- Bucherer, A. H. (1907). “The Action of Uniform Electric and Magnetic Fields on Moving Electrons”. 《Philosophical Magazine》 13: 721. doi:10.1080/14786440709463650.

- Bucherer, A. H. (1908). “Messungen an Becquerelstrahlen. Die experimentelle Bestätigung der Lorentz-Einsteinschen Theorie”. 《Physikalische Zeitschrift》 9: 755–762.

- Bucherer, A. H. (1908). “On the Principle of Relativity and on the Electromagnetic Mass of the Electron. A Reply to Mr. Cunningham”. 《Philosophical Magazine》 15 (87): 316–318. doi:10.1080/14786440809463774.

- Bucherer, A. H. (1909). “Die experimentelle Bestätigung des Relativitätsprinzips”. 《Annalen der Physik》 333 (3): 513–536. Bibcode:1909AnP...333..513B. doi:10.1002/andp.19093330305.

- Bucherer, A. H. (1909). “Nachtrag zu meiner Arbeit: "Bestätigung des Relativitätsprinzips"”. 《Annalen der Physik》 334 (10): 1063. Bibcode:1909AnP...334.1063B. doi:10.1002/andp.19093341011.

- Bucherer, A. H. (1909). “Antwort auf die Kritik des Hrn. E. Bestelmeyer bezüglich meiner experimentellen Bestätigung des Relativitätsprinzips”. 《Annalen der Physik》 335 (15): 974–986. Bibcode:1909AnP...335..974B. doi:10.1002/andp.19093351506.

- Bucherer, A. H. (1910). “Erwiderung auf die Bemerkungen des Hrn. A. Bestelmeyer”. 《Annalen der Physik》 338 (14): 853–856. Bibcode:1910AnP...338..853B. doi:10.1002/andp.19103381414.

- Bucherer, A. H. (1912). “Die neuesten Bestimmungen der spezifischen Ladung des Elektrons”. 《Annalen der Physik》 342 (3): 597–598. Bibcode:1912AnP...342..597B. doi:10.1002/andp.19123420311.

- Bucherer, A. H. (1922). “Gravitation und Quantentheorie”. 《Annalen der Physik》 373 (9): 1–10. Bibcode:1922AnP...373....1B. doi:10.1002/andp.19223730902.

- Bucherer, A. H. (1922). “Gravitation und Quantentheorie. II”. 《Annalen der Physik》 373 (14): 545–550. Bibcode:1922AnP...373..545B. doi:10.1002/andp.19223731403.

- Bucherer, A. H. (1924). “Die Rolle des Standorts in der Relativitätstheorie. Eine Antwort auf die Kritik des Hrn. A. Wenzl”. 《Annalen der Physik》 378 (5–6): 397–402. Bibcode:1924AnP...378..397B. doi:10.1002/andp.19243780506.

- Bucherer, A. H. (1924). “Berichtigung zur Arbeit "Die Rolle des Standorts in der Relativitätstheorie"”. 《Annalen der Physik》 379 (9): 104. Bibcode:1924AnP...379..104B. doi:10.1002/andp.19243790906.